# Кахцрашен
Кахцрашен (арм. Քաղցրաշեն) — село в Араратской области Армении.

## География
Село расположено в западной части марза, на расстоянии 8 километров к северо-востоку от города Арташат, административного центра области. Абсолютная высота — 930 метров над уровнем моря.
Климат
Климат характеризуется как семиаридный (BSk в классификации климатов Кёппена). Среднегодовая температура воздуха составляет 12,1 °C. Средняя температура самого холодного месяца (января) составляет −2,9 °С, самого жаркого месяца (июля) — 25,7 °С. Расчётная многолетняя норма атмосферных осадков — 282 мм. Наибольшее количество осадков выпадает в мае (49 мм).

## Население
| Год переписи | Население          | Население          | Население          | Население            | Население            | Население            |
| Год переписи | Наличное население | Наличное население | Наличное население | Постоянное население | Постоянное население | Постоянное население |
| Год переписи | Всего              | Мужчины            | Женщины            | Всего                | Мужчины              | Женщины              |
| ------------ | ------------------ | ------------------ | ------------------ | -------------------- | -------------------- | -------------------- |
| 2001         | 2987               | 1470               | 1517               | 3094                 | 1541                 | 1553                 |
| 2011         | 2698               | 1344               | 1354               | 2794                 | 1415                 | 1379                 |